# Jamalidin Novardianto
Jamalidin Novardianto, né le 17 novembre 1994 à Malang, est un coureur cycliste indonésien.

## Palmarès et résultats

### Palmarès par année
- 2018
  - 2e étape du Tour de l'Ijen
  - 1re étape du Tour de Singkarak
  - 2e du championnat d'Indonésie sur route
- 2019
  -  Champion d'Indonésie sur route
  - 4e étape de la Ronda Pilipinas
  - 8e étape du Tour de Singkarak
  -  Médaillé d'argent de la course en ligne par équipes aux Jeux d'Asie du Sud-Est
- 2021
  - 2e du championnat d'Indonésie sur route

### Classements mondiaux
| Année         | 2014 | 2015 | 2016 | 2017 |
| ------------- | ---- | ---- | ---- | ---- |
| UCI Asia Tour | 370e | 197e | 528e | 600e |